# London Monarchs
De London Monarchs (of simpelweg de Monarchs) is een voormalig professioneel American footballteam uit Londen. De Monarchs behoorde tot de 10 teams die speelden in de voormalige World League of American Football (WLAF), een semi-professionele competitie met teams uit de Verenigde Staten, Canada en Europa. In hun laatste seizoen (1998) speelden ze onder de naam England Monarchs en in 1999 werden ze in de NFL Europe vervangen door de Berlin Thunder.
In het eerste jaar (1991) dat de London Monarchs en de WLAF bestonden, behaalden de Monarchs de finale van de World Bowl, waarin de Barcelona Dragons met 21-0 aan de kant gezet werden. Na 1991 heeft het team nooit meer de finale van de World Bowl bereikt.

## Resultaten per seizoen
W = Winst, V = Verlies, G = Gelijk, R = Competitieresultaat
| Seizoen                              | W             | V             | G             | R                    | Playoff resultaat     |
| ------------------------------------ | ------------- | ------------- | ------------- | -------------------- | --------------------- |
| London Monarchs (WLAF)               |               |               |               |                      |                       |
| 1991                                 | 9             | 1             | 0             | 1e plaats            | World Bowl I gewonnen |
| 1992                                 | 2             | 7             | 1             | 3e plaats            | --                    |
| 1993                                 | Niet gespeeld | Niet gespeeld | Niet gespeeld | Niet gespeeld        | Niet gespeeld         |
| 1994                                 | Niet gespeeld | Niet gespeeld | Niet gespeeld | Niet gespeeld        | Niet gespeeld         |
| London Monarchs (World League)       |               |               |               |                      |                       |
| 1995                                 | 4             | 6             | 0             | 4e plaats            | --                    |
| 1996                                 | 4             | 6             | 0             | 5e plaats            | --                    |
| London/England Monarchs (NFL Europe) |               |               |               |                      |                       |
| 1997                                 | 4             | 6             | 0             | 5e plaats            | --                    |
| 1998                                 | 3             | 7             | 0             | 5e plaats            | --                    |
| Totaal                               | 28            | 33            | 1             | (inclusief playoffs) | (inclusief playoffs)  |

NFL Teams 2007:
Amsterdam Admirals · Cologne Centurions · Rhein Fire · Frankfurt Galaxy · Hamburg Sea Devils · Berlin Thunder
Voormalige NFL teams:
Barcelona Dragons · London/England Monarchs · Scottish Claymores
Noord-Amerika West:
Birmingham Fire · Sacramento Surge · San Antonio Riders
Noord-Amerika Oost:
Montreal Machine · New York/New Jersey Knights · Orlando Thunder · Raleigh-Durham Skyhawks · Ohio Glory
Europa:
Barcelona Dragons · Frankfurt Galaxy · London Monarchs